# Herbert Martin
Herbert Martin (Ensdorf, Sarre; 29 de agosto de 1925-Ensdorf, Alemania; 29 de septiembre de 2016) fue un futbolista alemán que jugaba en la demarcación de delantero. Fue el máximo goleador de la selección de fútbol del Sarre en el «equipo nacional» del Protectorado del Sarre (empatado con Herbert Binkert).

## Selección nacional
Jugó un total de 17 partidos con la selección de fútbol del Sarre y anotó un total de seis goles. Hizo su debut el 22 de noviembre de 1950 en un amistoso contra Suiza que finalizó con un resultado de 5-3 a favor del combinado de Sarre, donde Martin anotó dos goles. Además llegó a disputar cuatro partidos de clasificación para la Copa Mundial de Fútbol de 1954. Su último encuentro con la selección lo jugó el 6 de junio de 1956 en calidad de amistoso contra los Países Bajos.

### Goles internacionales
| # | Fecha                    | Estadio                                    | Oponente            | Gol | Resultado | Competición                                          |
| - | ------------------------ | ------------------------------------------ | ------------------- | --- | --------- | ---------------------------------------------------- |
| 1 | 22 de noviembre de 1950  | Estadio Kieselhumes, Saarbrücken, Alemania | Suiza               | 3–0 | 5–3       | Amistoso                                             |
| 2 | 22 de noviembre de 1950  | Estadio Kieselhumes, Saarbrücken, Alemania | Suiza               | 4–2 | 5–3       | Amistoso                                             |
| 3 | 15 de septiembre de 1951 | Estadio Neufeld, Berna, Suiza              | Suiza               | 2-3 | 2-5       | Amistoso                                             |
| 4 | 15 de septiembre de 1951 | Estadio Neufeld, Berna, Suiza              | Suiza               | 2-4 | 2-5       | Amistoso                                             |
| 5 | 5 de octubre de 1952     | Stade de la Meinau, Estrasburgo, Francia   | Francia             | ?-? | 1–3       | Amistoso                                             |
| 6 | 28 de marzo de 1954      | Ludwigsparkstadion, Saarbrücken, Alemania  | Alemania Occidental | 1-2 | 1–3       | Clasificación para la Copa Mundial de Fútbol de 1954 |

## Clubes
| Club              | País                           | Año       | Partidos | Goles |
| ----------------- | ------------------------------ | --------- | -------- | ----- |
| FC Ensdorf        | Protectorado de Sarre          | 1949-1950 |          |       |
| 1. FC Saarbrücken | Protectorado de Sarre Alemania | 1950-1961 | 279      | 215   |

## Palmarés

### Campeonatos nacionales
| Título           | Club              | País     | Año  |
| ---------------- | ----------------- | -------- | ---- |
| Oberliga Südwest | 1. FC Saarbrücken | Alemania | 1961 |